# Фертоли, Эктор
Эктор Уго Фертоли (исп. Héctor Hugo Fértoli; род. 3 декабря 1994, Эль-Треболь, Санта-Фе) — аргентинский футболист, вингер клуба «Уракан».

## Клубная карьера
Фертоли — воспитанник клуба «Ньюэллс Олд Бойз». 14 февраля 2016 года в матче против «Росарио Сентраль» он дебютировал в аргентинской Примере. 16 апреля в поединке против «Уракана» Эктор забил свой первый гол за «Ньюэллс Олд Бойз». В январе 2019 года Фертоли перешёл в «Сан-Лоренсо». 26 января в матче против «Дефенса и Хустисия» он дебютировал за новую команду.
В начале 2020 года Фертоли перешёл в «Расинг» из Авельянеды. 26 января в матче против «Атлетико Тукуман» он дебютировал за новый клуб. 10 марта в поединке против «Эстудиантеса» Эктор забил свой первый гол за «Расинг». В поединках Кубка Либертадорес против уругвайского «Насьоналя» и бразильского «Фламенго» он забил по голу.
В июле 2021 года Фертоли на правах аренды перешёл в «Тальерес». 1 августа в матче против «Бока Хуниорс» он дебютировал за новую команду. 16 августа в поединке против своего бывшего клуба «Сан-Лоренсо» Эктор забил свой первый гол за «Тальерес». В матчах Кубка Либертадорес против «Фламенго» и чилийского «Универсидад Католика» он забил по голу. По окончании аренды Эктор вернулся в «Расинг».
8 августа 2023 года Фертоли отправился в аренду в «Уракан» до декабря 2024 года с опцией выкупа за 1,5 млн долларов.